# Lidia Bărbulescu
Lidia Bărbulescu (n. 30 iulie 1955, Slatina, Olt, România) este o judecătoare din România, fostă președinte al Consiliului Superior al Magistraturii (CSM).
Bărbulescu a fost aleasă să ocupe această funcție în data de 10 ianuarie 2008, cu cincisprezece voturi pentru și unul împotrivă.

## Biografie
Bărbulescu a intrat în magistratură în 1978, la Judecătoria Slatina.
Din 1998 a fost președintele al Tribunalului Olt.
Din 2001 a fost judecător la Înalta Curte de Casație și Justiție (ÎCCJ).
Din 2003 a ocupat și funcția de vicepreședinte al Înaltei Curți de Casație și Justiție.
Din septembrie 2009 a asigurat interimatul la șefia ÎCCJ, în locul lui Nicolae Popa.
Pe 22 octombrie 2009 a fost desemnată de CSM pentru funcția de președinte al ÎCCJ.
Pe 4 ianuarie 2010, președintele Traian Băsescu a refuzat să semneze decretul de numire în funcția de președinte al Înaltei Curți de Casație și Justiție a Lidiei Bărbulescu.